# Löwchen
Das Löwchen ist eine von der FCI anerkannte französische Hunderasse, 1961 erklärt das FCI den ersten offiziellen Rassestandard. In diesem wird als Herkunftsland Frankreich angegeben. (FCI-Gruppe 9, Sektion 1.3, Standard Nr. 233).
Als eine Spielart des Bichons, besteht eine enge Verwandtschaft zum Malteser, zum Havaneser, zum Bichon Frisé, zum Bologneser und zum Coton de Tuléar.

## Herkunft und Geschichtliches
Hunde vom Typ der heutigen Rasse Löwchen scheinen schon im Mittelalter existiert zu haben und ist in vielen europäischen Ländern als Schoßhund verschiedener Adelsfamilien nachzuweisen. Belege kommen neben Frankreich unter anderem auch aus Deutschland, Belgien und den Niederlanden, wodurch die ursprüngliche Herkunft nicht konkretisierbar ist.
Die historische Porträtierung des Löwchens ab dem 13. Jahrhundert spiegelt die heutigen Merkmale der Rasse; zu sehen ist diese in Gemälden, Teppichen, Holzschnitten und in geschriebenen Beiträgen. Konstant ist das beschriebene Temperament, das Äußere und der typische Schnitt des Fells, der an die klassische Schur des heutigen Pudels erinnert. Eine Beeinflussung oder gar Übertragung des mittelalterlichen Stils auf die Pudelfrisur kann angenommen werden. Historisch sind hygienische Gründe für die Fellkürzung anzunehmen.
Der Rassenname Löwchen ist ebenfalls auf das bezeichnende Schermuster zurückzuführen. Die hintere Hälfte wird bis ausgenommen der Schwanzspitze und der Pfoten kahl geschoren; die vordere Hälfte bleibt ab etwa Rückenmitte natürlich mit üppiger Behaarung belassen. Das Volumen des vorderen Fells erinnert an die Mähne eines, wenngleich auch kleingewachsenen, männlichen Löwen. Der deutsche Name ist eine Lehnübertragung aus der beschreibenden französischen Rassebezeichnung Petit Chien Lion – wörtlich 'kleiner Hund Löwe'.
Früher bekannt als der Modehund des Adels, verschwand er im ausgehenden 19. Jahrhundert fast vollständig von der Bildfläche. Einige Jahre vor dem 1. Weltkrieg finden sich Löwchen auf Aufstellungen durch den Belgier De Coninck verzeichnet. Doch erst 1945 kommt es durch die aus Brüssel stammende Liebhaberin Madame M. Bennert zu einer Wiederbelegung der Rasse. Ihr gelang es, zwei Hündinnen und einen Rüden der beinahe ausgestorbenen Löwchen ausfindig zu machen und ein Züchtungsprogramm unter tierärztlicher Beratung aufzustellen. Nach ihrem Tod wurde dieses durch den deutschen Veterinär Dr. Hans Rickert fortgeführt; auf ihn geht die Verbreitung des deutschen Namens gegenüber dem französischen im englischen Sprachraum zurück. Der erste Club zur Löwchen-Züchtung Bichon Petit Chien Lion wurde am 18. November 1947 in Frankreich gegründet.
Um 1966 gab es weltweit kaum mehr als 40 Exemplare, etwa ein Viertel davon in Deutschland. 1973 erklärte das Guinness Buch der Rekorde die Rasse als seltenste der Welt; im März desselben Jahres waren nur 65–70 Hunde verzeichnet. In der Folge stieg die Anzahl der Löwchen langsam wieder an, doch noch heute zählen sie zu den seltenen Hunderassen.

## Aussehen
Das Löwchen wird bis maximal 33 cm groß und wiegt um die 6 kg. Insgesamt eher quadratisch gebaut, zeichnet sich die Rasse durch gute Bemuskelung und ausgelotete Proportionen aus. Mit einer ausgeprägten Brust, geradem Rücken und hochgezogenem Bauch wirkt die Körperhaltung stets stolz. Diese Erscheinung wird durch ein graziles Tragen der Rute abgerundet; sie krümmt sich zum Rücken, ohne diesen zu berühren. Der gebogenen Hals fügt sich zu einem relativ kurzem und breitem, hochgetragenen Kopf mit tief sitzenden, mittellangen Ohren auf Augenhöhe.
Auch ohne Unterwolle ist das lange, gewellte Fell dicht. Dem FCI zufolge ist das seidige Haarkleid in allen Fellfarben oder in kombinierten Färbungen erlaubt. Für die Teilnahme an Ausstellungen ist der namensgebende Löwenschnitt ein Muss, dieser entspricht in etwa der Schur des klassischen Pudels.

## Wesen
Die Löwchen wollen ihren Menschen gefallen und sind dadurch verhältnismäßig einfach zu trainieren. Die Rasse profitiert von positiver Verstärkung und reagiert negativ auf harsche Korrekturen und Trainingsstile. Löwchen sind anpassungsfähige Hunde, zeigen sich robust und scheuen energiegeladen auch vor längeren Spaziergängen nicht zurück. Die menschliche Familie wird gegenüber anderen Hunden oder Fremden, denen das Löwchen wachsam begegnet, bevorzugt.

## In der Kunst und Medien
In der Kathedrale von Amiens, gebaut im 13. Jahrhundert, kann man zwei in Stein gemeißelte kleine Hunde besichtigen, die den Charakteristiken des heutigen Löwchen entsprechen. Oft sind sie auf Teppichen aus dem 15. Jahrhundert abgebildet.
- Auf dem in der Mitte des 16. Jahrhunderts erschienenen deutschen Hundebuch von Conrad Gesner ist die kennzeichnende Silhouette auszumachen.
- Beschrieben wurde sie zudem im 18. Jahrhundert durch die Naturforscher Georges-Louis Leclerc de Buffon in histoire naturelle und durch den Schweden Linné.[1]

Gemälde bilden historische Nachweise dieses Hundetyps sowie Nachweise von Hunden, die im Löwenschnitt frisiert wurden. Beispielsweise:
- ältestes bekannte Gemälde – Jan van Eyck The Birth of the Baptist (1422)[4]
- Landschaftsszenen – Jan Brueghel mit unter anderem Flemish Fair (1600), David Teniers mit Die Wache (1642) und Francisco de Goya María Teresa de Borbón (1783)[2]
- Portraits – Johann Zoffany mit Erzherzogin Maria Christine (1776) und Adolf Ulrik Wertmüller mit Two-year-old Henri Bertholet-Campan with his dog Aline (1786)[3]
- Holzschnitt – Albrecht Dürer (16. Jahrhundert)[4]

- Das Löwchen Friedward in der amerikanischen Serie Hart aber herzlich kommt ungeschoren auf die Leinwand.[2]